# Azay-sur-Indre
Azay-sur-Indre is een gemeente in het Franse departement Indre-et-Loire (regio Centre-Val de Loire) en telt 371 inwoners (2005). De plaats maakt deel uit van het arrondissement Loches.

## Geografie
De oppervlakte van Azay-sur-Indre bedraagt 14,0 km², de bevolkingsdichtheid is 26,5 inwoners per km².
De onderstaande kaart toont de ligging van Azay-sur-Indre met de belangrijkste infrastructuur en aangrenzende gemeenten.

## Demografie
Onderstaande figuur toont het verloop van het inwonertal (bron: INSEE-tellingen).